# گروپاما
گروپاما (انگلیسی: Groupama) شرکت خدمات مالی فرانسوی است، که در سال ۱۹۸۶ تأسیس شد.